# کریستیان سایس
کریستیان سایس (آلمانی: Christian Zais؛ ‏ ۴ مارس ۱۷۷۰ – ۲۶ آوریل ۱۸۲۰) معمار و شهرساز اهل آلمان بود.
او چندین ساختمان را در شهر ویسبادن طراحی کرد.
او در سال ۱۸۱۸ یک طرح جامع شهری برای «بزرگ‌سازی و زیباسازی شهر» ایجاد کرد.